# آشوت آریان
آشوت آریان (ارمنی: Աշոտ Արիյան؛ انگلیسی: Ashot Ariyan؛ زادهٔ ۳ آوریل ۱۹۷۳) موسیقی‌دان، نوازنده و آهنگساز اهل ارمنستان-کانادا است. وی مؤلف بیش از ۲۵ تصنیف از جمله یک اپرا-بالت، دو سمفونی، یک کنسرتو پیانو، دو فرسکو سمفونی و تعدادی آثار مجلسی بوده‌است.

## زندگی‌نامه
وی در ۳ آوریل ۱۹۷۳ در ارمنستان شوروی به دنیا آمد.